# Lipki (przystanek kolejowy)
Lipki – przystanek kolejowy w Lipkach, w gminie Skarbimierz, w województwie opolskim, w Polsce.

## Ruch pasażerski
| Rok  | Wymiana pasażerska na dobę |
| ---- | -------------------------- |
| 2017 | 50-99                      |
| 2022 | 50-99                      |

## Historia
Przystanek powstał w 1842 roku, w czasie budowy linii Wrocław — Brzeg — Opole, kiedy tereny te wchodziły w skład Królestwa Prus. W czasach niemieckich przystanek nosił nazwę Linden. 
Po II wojnie światowej zmieniono nazwę na Lipick. Obecna nazwa obowiązuje od 1947 r.
W 2003 r. przystanek przeszedł gruntowną modernizację.

## Usługi kolejowe
- (PR) Wrocław Główny - Oława - Brzeg[3]
- (PR) Wrocław Główny - Oława - Brzeg - Nysa[4]
- (PR) Wrocław - Oława - Brzeg - Nysa - Kędzierzyn-Koźle[5]
- (PR) Wrocław Główny - Oława - Brzeg - Opole Główne[6][7]
- (PR) Wrocław - Oława - Brzeg - Opole Główne - Kędzierzyn-Koźle[8]
- (PR) Wrocław - Oława - Brzeg - Opole Główne - Kędzierzyn-Koźle - Racibórz[9]
- (PR) Wrocław - Oława - Brzeg - Opole Główne - Gliwice[10]